# 청년이천선
청년이천선(靑年伊川線)은 황해북도 평산과 강원도 세포를 연결하는 철도이다. 청년돌격대가 부설한 철도로 1971년 공사를 시작해 1년 만인 1972년에 전 구간이 완공되었다. 평양과 라선시를 잇는 평라선에 이은 조선민주주의인민공화국의 두 번째 동서횡단철도로 구 평원선과 연결되어 원형의 순환철도망을 구성하고 있다. 전철화는 1980년에 이루어졌다.

## 노선 정보
- 구간과 거리 : 평산역―세포청년역(140.9km)
- 역 수 : 18(양단역 포함)
- 궤도 간격 : 1435mm(표준궤)
- 전철화 구간 : 전 구간(직류 3000V)
- 복선 구간 : 없음

## 역 목록
| 역명     | 로마자 역명         | 한자 역명 | 구역명(舊驛名) | 영업거리 (km) | 접속 노선 | 소재지   | 소재지 |
| -------- | ------------------- | --------- | -------------- | ------------- | --------- | -------- | ------ |
| 평산     | P'yŏngsan           | 平山      | 남천(南川)     | 0.0           | 평부선    | 황해북도 | 평산군 |
| 기탄     | Kit'an              | 岐灘      |                | 13.2          |           | 황해북도 | 평산군 |
| 침교     | Ch'imgyo            | 砧橋      |                | 19.7          |           | 황해북도 | 신계군 |
| 신계     | Sin'gye             | 新溪      |                | 27.8          |           | 황해북도 | 신계군 |
| 정봉     | Chŏngbong           | 丁峰      |                | 41.0          |           | 황해북도 | 신계군 |
| 지하리   | Chiha-ri            | 支下里    |                | 51.4          |           | 강원도   | 판교군 |
| 지상     | Chisang             | 支上      |                | 57.3          |           | 강원도   | 판교군 |
| 송정     | Songjŏng            | 松亭      |                | 69.1          |           | 강원도   | 이천군 |
| 이천청년 | Ich'ŏn Ch'ŏngnyŏn   | 伊川靑年  | 이천(伊川)     | 74.0          |           | 강원도   | 이천군 |
| 문동청년 | Mundŏng Ch'ŏngnyŏn  | 文童靑年  | 문동(文童)     | 86.2          |           | 강원도   | 이천군 |
| 판교     | P'an'gyo            | 板橋      |                | 96.0          |           | 강원도   | 판교군 |
| 기산청년 | Kisan Ch'ŏngnyŏn    | 箕山靑年  | 기산(箕山)     | 105.0         |           | 강원도   | 세포군 |
| 후평청년 | Hup'yŏng Ch'ŏngnyŏn | 後坪靑年  | 후평(後坪)     | 111.0         |           | 강원도   | 세포군 |
| 서하     | Sŏha                | 西下      |                | 118.9         |           | 강원도   | 세포군 |
| 약수     | Yaksu               | 藥水      |                | 125.9         |           | 강원도   | 세포군 |
| 백산청년 | Paeksan Ch'ŏngnyŏn  | 白山靑年  | 백산(白山)     | 131.1         |           | 강원도   | 세포군 |
| 신생     | Sinsaeng            | 新生      |                | 135.4         |           | 강원도   | 세포군 |
| 세포청년 | Sep'o Ch'ŏngnyŏn    | 洗浦靑年  | 세포(洗浦)     | 141.3         | 강원선    | 강원도   | 세포군 |

## 참고
- 이동훈 (2008년 12월 22일). “북한 철도 유라시아 철도의 ‘끊어진 고리’ 北, 12개 주요 노선 어떤 상태인가”. 조선일보.
- 고쿠부 하야토(国分隼人), 《将軍様の鉄道 北朝鮮鉄道事情》, 新潮社, 2007, ISBN 978-4-10-303731-6